# GFD Gesellschaft für Flugzieldarstellung
Die GFD GmbH (ehemals GFD Gesellschaft für Flugzieldarstellung mbH) ist eine deutsche Fluggesellschaft mit Sitz in Hohn und Basis auf dem Fliegerhorst Hohn. Sie ist eine Tochtergesellschaft der Airbus Defence and Space und übernimmt vor allem Übungsaufgaben für die Bundeswehr.

## Geschichte
Am 1. Oktober 1966 erhielt mit der Lufthansa-Tochter Condor erstmals ein privates Unternehmen den Auftrag, mit düsengetriebenen Flugzeugen Luftziele zu simulieren. Dazu wurden sechs Canadair Sabre Mk. 6 eingesetzt, die mit Schleppzielen aus Pappe, Textil oder Kunststoff vom Flughafen Sylt starteten. Im Jahr 1974 wurden die Maschinen durch 24 Fiat G.91 ersetzt und 1976 zogen die Maschinen auf den Fliegerhorst Hohn um.
Am 24. Mai 1989 wurde die GFD als Tochter der Condor und des Aero-Dienstes Nürnberg gegründet, um mit einem wirtschaftlicheren zivilen Muster Zieldarstellung zu fliegen. Nach der Unterzeichnung eines entsprechenden Vertrages wurden zunächst vier Learjet 35 und 36 angeschafft, welche zwei statt einem Schleppziel aufnehmen konnten. Im Jahr 1997 unterzeichnete die Firma einen langfristigen Vertrag mit dem Bundesamt für Wehrtechnik und Beschaffung, durch den eine Aufstockung des Bestandes auf sieben Learjets möglich wurde.
Im Jahr 2002 übernahm die EADS das Unternehmen.
Im Jahr 2011 wurden 4.928 Zieldarstellung-Flugstunden der Learjets sowie 1.513 Simulatorstunden mit den ASTA-Ausbildungssimulatoren des Waffensystems Eurofighter geleistet.

## Dienstleistungen
GFD führt hauptsächlich Flugzieldarstellungen mit und ohne Schleppziele sowie EloKa-Trainingsflüge für die Bundeswehr durch.
Zudem übernimmt sie Einsätze für Forschungseinrichtungen wie den Deutschen Wetterdienst und einige Universitäten, für die Rüstungsindustrie, Dienststellen der Öffentlichen Hand sowie ausländische Streitkräfte.

## Flotte

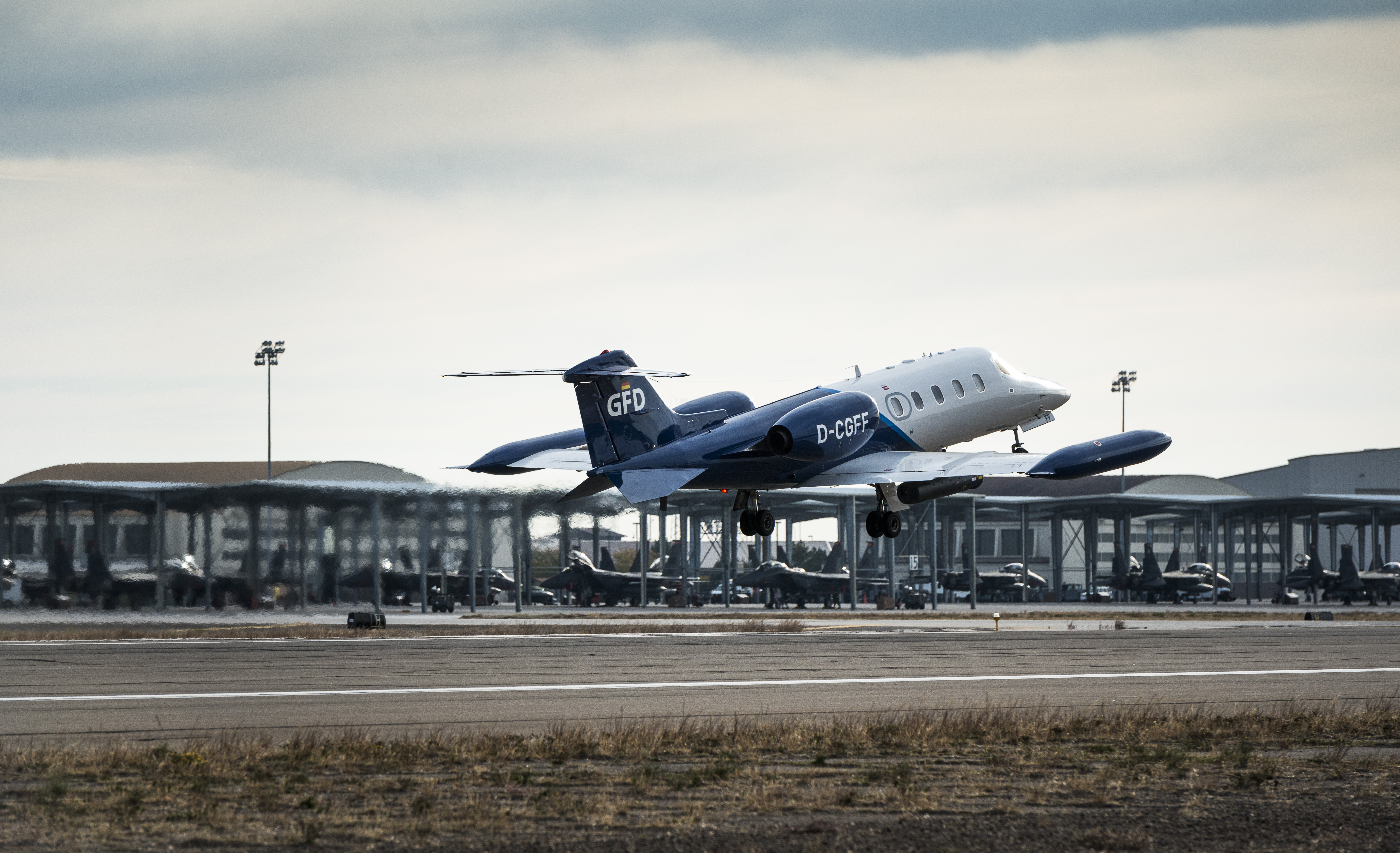
Learjet 36A (2013)

Mit Stand Mai 2023 besteht die Flotte der GFD aus 14 Flugzeugen:
| Flugzeugtyp | Anzahl | bestellt | Anmerkungen |
| ----------- | ------ | -------- | ----------- |
| Learjet 35A | 012    |          |             |
| Learjet 36A | 02     |          |             |
| Gesamt      | 14     | –        |             |

## Zwischenfälle
- Am 23. Juni 2014 kam es bei der Ortschaft Elpe im Sauerland zum Absturz des bei einem Manöver beteiligten Learjet 35 der GFD mit dem Kennzeichen D-CGFI, welcher sich nach einem Zusammenstoß im Luftraum mit einem Eurofighter des Taktischen Luftwaffengeschwaders 31 „Boelcke“ (30+91) ereignete. Dabei verunglückten die beiden Insassen tödlich.[4][5] Der Eurofighter hingegen konnte sicher landen.[6][7][8] Siehe: Absturz eines Learjet 35 im Sauerland
- Am 15. Mai 2023 verlor die Besatzung  des Learjet 35 der GFD (D-CGFQ) beim Start vom Fliegerhorst Hohn die Kontrolle über das Luftfahrzeug. Dieses stürzte ab und wurde zerstört, die Besatzung erlitt tödliche Verletzungen. Der Flug war unter anderem als Überprüfungsflug für den links sitzenden Luftfahrzeugführer für dessen  Verlängerung der Muster- und Instrumentenflugberechtigung geplant. Beim simulierten Ausfall eines Triebwerks nach dem Abheben wurde das Seitenruder nicht zeitgerecht bzw. wesentlich zu gering zur Korrektur des asymmetrischen Schubes betätigt. In der Folge riss die Strömung am Seitenleitwerk und an der Tragfläche ab und das Flugzeug rollte unkontrolliert durch.[9]